# سه لر
سه لر، روستایی از توابع بخش مرکزی شهرستان لالی در استان خوزستان ایران است.

## جمعیت
این روستا در دهستان سادات قرار دارد و براساس سرشماری مرکز آمار ایران در سال ۱۳۸۵، جمعیت آن ۳۱۰ نفر (۵۵خانوار) بوده‌است.